# Орлови скатове
Орловите скатове (Myliobatidae) са семейство хрущялни риби състоящо се предимно от големи видове, живеещи в открития океан, а не на дъното на морето. Те са отлични плувци и са в състояние да скачат до няколко метра над повърхността на водата. В сравнение с другите скатове, те имат дълги опашки, а телата им са строго ромбоидни. Те са яйцеживородни животни и обикновено раждат до шест малки наведнъж.
На дължина варират от 48 cm до 9,1 m. Хранят се с мекотели и ракообразни, като използват плоските си зъби за трошене на черупките им. Дяволските скатове и мантите се хранят с планктон от водата.

## Класификация
Семейство Орлови скатове
- Подсемейство Myliobatinae Bonaparte, 1835
  - Род Aetobatus Blainville, 1816 – 4 вида
  - Род Aetomylaeus Garman, 1908 – 4 вида
  - Род Орлови скатове (Myliobatis) Cuvier, 1816 – 12 вида
  - Род Бикови скатове (Pteromylaeus) Garman, 1913 – 2 вида
- Подсемейство Rhinopterinae Jordan & Evermann, 1896
  - Род Rhinoptera Jordan & Evermann, 1896 – 8 вида
- Подсемейство Мантови (Mobulinae) Gill, 1893
  - Род Манти (Manta) Bancroft, 1829 – 2 вида
  - Род Мобули (Mobula) Rafinesque, 1810 – 9 вида

## Галерия
- Aetobatus narinari
- Manta birostris
- Myliobatis aquila
- Pteromylaeus bovinus
- Rhinoptera bonasus